# Zbrodnia w Derżowie
Zbrodnia w Derżowie – zbrodnia dokonana w maju 1944 roku przez nacjonalistów ukraińskich z UPA na ludności narodowości polskiej. Miejscem zbrodni był Derżów w gminie Rozdół w powiecie żydaczowskim. Wśród ofiar znalazło się wiele dzieci, a także trzy siostry zakonne należące do zgromadzenia sióstr szarytek: s. Weronika Melinger, s. Wiktoria Misiak i s. Agnieszka Poniecka. Część ofiar zamordowano w miejscowym kościele, który został spalony przez napastników.

## Data zbrodni i liczba ofiar
W źródłach występują rozbieżności odnośnie daty napadu na Derżów i liczby ofiar. Grzegorz Hryciuk wskazuje noc z 8 na 9 maja 1944 jako datę ataku. Według Siekierki, Komańskiego i Różańskiego do napadu doszło w nocy z 9 na 10 maja 1944. Inne występujące w źródłach daty to 7 maja 1944, noc z 7 na 8 maja 1944, 8 maja 1944, 10 maja 1944 i 12 maja 1944.
Szacunki liczby ofiar śmiertelnych wahają się od ponad 50, poprzez 60, do ponad 100.

## Nazwiska niektórych ofiar
Według Janusza Stankiewicza wśród ofiar zbrodni w Derżowie byli m.in.:
| - Jan Barszczewski (lat 16) - Irena Jakubowska (lat 12, córka Rozalii) - Janina Jakubowska (lat 16, córka Rozalii) - Rozalia Jakubowska (lat 40) - Maria Karpinska (lat 60) - Anastazja Kraszewska (lat 22) - Katarzyna Kraszewska (lat 36) - Maria Kraszewska (lat 67) - Rozalia Kraszewska (lat 49, żona Mikołaja) - Rozalia Kraszewska (lat 70) - Andrzej Kraszewski (lat 62) - Grzegorz Kraszewski (lat 10, syn Mikołaja) - Józef Kraszewski (lat 17, syn Mikołaja) - Mikołaj Kraszewski (lat 66) - Władysław Kraszewski (lat 12, syn Mikołaja) - Władysław Kraszewski (lat 33) - Anna Lipińska (lat 60) - Weronika Melinger (lat 64) - Wiktoria Misiak (lat 65) | - Helena Najborowska (lat 7, córka Władysława) - Irena Najborowska (lat, córka Jana) - Józefa Najborowska (lat 40, żona Jana) - Regina Najborowska (lat 6, córka Jana) - Stanisława Najborowska (lat 17, córka Władysława) - Zofia Najborowska (lat 5, córka Władysława) - (?) Najborowska (lat 11, córka Jana) - Jan Najborowski (lat 38) - Marian Najborowski (lat 14, syn Stanisława) - Stanisław Najborowski (lat 34) - Stanisław Najborowski (lat 38) - Tadeusz Najborowski (lat 13, syn Władysława) - Wiktor Najborowski (lat 11, syn Władysława) - Władysław Najborowski (lat 42) - Agnieszka Poniecka (lat 60, szarytka) - Anastazja Szajnowska (lat 23, córka Marii) - Janina Szajnowska (lat 20, córka Marii) - Julia Szajnowska (lat 13, córka Rozalii) - Julia Szajnowska (lat 38) - Kazimiera Szajnowska (lat 15, córka Marii) | - Maria Szajnowska (lat 50) - Rozalia Szajnowska (lat 36) - Stanisława Szajnowska (lat 13, córka Marii) - Zofia Szajnowska (lat 17, córka Marii) - Mikołaj Szajnowski (lat 10, syn Marii) - Michał Szajnowski (lat 60) - Michał Szajnowski (lat 68) - Stefan Szajnowski (lat 31) - Eliasz Witkowski (lat 70) - Marian Witkowski (lat 18) - (?) Witkowski (lat 50) - Anastazja Zielińska (lat 32) - Jadwiga Zielińska (lat 2, córka Anastazji) - Maria Zielińska (lat 20, córka Mikołaja) - Wiktoria Zielińska (lat 9, córka Anastazji) - Mikołaj Zieliński (lat 13, syn Anastazji) - Mikołaj Zieliński (lat 70) - Stefan Zieliński (lat 7, syn Anastazji) - Władysław Zieliński (lat 5, syn Anastazji) |